# إنتاج البن في إثيوبيا
إنتاج البن في إثيوبيا هو تقليد قديم يرجع تاريخه إلى عشرات القرون. إثيوبيا هي مصدر ومنشأ البن العربي، ونبات البن بشكل عام. يزرع النبات الآن في أجزاء مختلفة من العالم. تمثل إثيوبيا نفسها حوالي 3٪ من سوق البن العالمية. القهوة مهمة لاقتصاد إثيوبيا. يأتي حوالي 60 ٪ من الدخل الأجنبي من القهوة، حيث يعتمد ما يقدر بنحو 15 مليون من السكان على جانب من جوانب إنتاج القهوة في معيشتهم. في عام 2006، جلبت صادرات البن 350 مليون دولار، أي ما يعادل 34 ٪ من إجمالي الصادرات في ذلك العام.

مناطق انتاح البن في أثيوبيا

## التاريخ
نشأ البن العربي في إثيوبيا. وفقًا للأسطورة، اكتشف راع الماعز من القرن التاسع كالدي في منطقة كفتا نبات القهوة بعد ملاحظة التأثير المنشط له على قطيع الماعز الذي يرعاه، لكن القصة لم تظهر كتابة حتى عام 1671 وربما تكون ملفقة.